# 丹尼斯埃克斯 (密蘇里州)
丹尼斯埃克斯（英語：Dennis Acres）是位於美國密蘇里州牛頓縣的村。

## 人口
根據2020年美國人口普查的數據，丹尼斯埃克斯的面積為0.11平方千米，皆為陸地。當地共有人口47人，而人口密度為每平方千米427人。